# Albe (schrijver)
Albe, een pseudoniem van Renaat Anton Joostens (Mechelen, 8 juni 1902 - Brussel, 10 oktober 1973), was een Vlaams schrijver die ook jeugdverhalen publiceerde onder het pseudoniem Kapitein Zeldenthuis. Joostens gaf deze jeugduitgaven zelf uit onder zijn eigen fonds 'Boekuiluitgaven' en 'Karveeluitgaven'. In 1949 droeg hij deze over aan Uitgeverij Heideland in Hasselt. De auteur zou daarna nog meerdere werken uitgeven bij deze uitgeverij o.m. in de reeks Vlaamse Pockets.
Albe debuteerde in 1930 met de poëziebundel Praeludium. Later volgden onder andere de dichtbundel Paradijsvogel (1931), Van adellijken bloede (1942), en Groenendaalsche clausuren (1947). Daarnaast verschenen de romans Annunciata (1944), Ossewagens op de kim (1946), Orpheus (1950), Engracia Maria Alcaraz (1953), en Harshof (1956). Na zijn overlijden kwamen in 1977 zijn Verzamelde gedichten uit. 
Joostens werkte onder diverse schuilnamen, waaronder Piet Punt, Decanus, enz. mee aan het Vlaamse naoorlogse tijdschrift Rommelpot als redacteur en satiricus, met onder andere ettelijke puntdichten, en een Reinaert-herdichting.